# Andrzej Wawrzyk
Andrzej Wawrzyk (* 26. September 1987 in Krakau) ist ein ehemaliger polnischer Profiboxer im Schwergewicht.

## Amateurkarriere
Andrzej Wawrzyk wurde 2005 polnischer Juniorenmeister im Schwergewicht und nahm an den Junioren-Europameisterschaften 2005 teil, wo er im Viertelfinale gegen Erik Pfeifer ausschied.
2006 gewann er im Superschwergewicht die EU-Meisterschaften der Junioren und startete bei den Junioren-Weltmeisterschaften, wo er ebenfalls im Viertelfinale ausschied.

## Profikarriere
Andrzej Wawrzyk gewann sein Profidebüt im November 2006. Im April 2008 gewann er die Polnische Meisterschaft im Schwergewicht und im Oktober 2008 die Jugendweltmeisterschaft der WBC, die er gegen Tomasz Bonin, Raymond Ochieng und Oleksij Masikin verteidigen konnte.
Am 12. November 2011 besiegte er Nelson Dominguez beim Kampf um den International Title der WBA und gewann Titelverteidigungen gegen Claus Bertino und Denis Bakhtov.
In 27 Kämpfen ungeschlagen boxte er am 17. Mai 2013 in Krasnogorsk gegen Alexander Powetkin um die WBA-Weltmeisterschaft im Schwergewicht, unterlag dem Russen jedoch durch TKO in der dritten Runde.
In folgenden Kämpfen besiegte er noch unter anderem 2014 Danny Williams und Francois Botha, sowie 2016 Albert Sosnowski. Ein für den 25. Februar 2017 geplanter WM-Kampf gegen WBC-Weltmeister Deontay Wilder kam nicht mehr zustande, da Wawrzyk im Januar 2017 positiv auf ein verbotenes Dopingmittel getestet worden war.